# Matthias Karmasin
Matthias Karmasin (* 1964 in Wien) ist ein österreichischer Medien- und Kommunikationswissenschaftler. Er forscht und lehrt als Professor für diese beiden Fachgebiete an der Universität Klagenfurt und ist Direktor am Institut für vergleichende Medien- und Kommunikationsforschung (CMC) der Österreichischen Akademie der Wissenschaften. Seine Publikationen weisen ihn als transdisziplinär arbeitenden, Wirtschaftswissenschaft, Kulturwissenschaft und Kommunikationswissenschaft integrierenden Wissenschaftler aus.

## Leben
Matthias Karmasin studierte Publizistik und Kommunikationswissenschaft, Politikwissenschaft, Philosophie und Betriebswirtschaftslehre und habilitierte an der Universität Wien für Kommunikationswissenschaft.
Von 1990 bis 1999 arbeitete er als Universitätsassistent an der Wirtschaftsuniversität Wien sowie in den Jahren 1997 bis 1998 als Unternehmensberater bei Nausner & Nausner als „Wissenschaftler für die Wirtschaft“.
Als Member International Business Institute University of Vermont (UVM Burlington), 1993 bis 1996, und als Faculty Member IMBA WU-Wien/USC (University of South Carolina), 1996 bis 2002, bereitete er seine Tätigkeit als Vertretungsprofessor der Professur „Medienmanagement“ (C4) am Institut für Medien- und Kommunikationswissenschaft der Technischen Universität Ilmenau (D) vor (SS 1999 bis WS 2000/2001).
2000 bekam er den Ruf an die Universität Klagenfurt sowie einen Ruf an die Technische Universität Ilmenau (C4); zwischen 2000 und 2003 und zwischen 2004 und 2007 war er Vorstand des Instituts für Medien- und Kommunikationswissenschaft der Universität Klagenfurt. Daneben übte er Lehrtätigkeiten aus an der Wirtschaftsuniversität Wien, der Universität Wien, der FHWien, der Universität Graz, der Universität für Weiterbildung Krems, der University of Vermont (UVM Burlington), der University of Tampa (Florida), der TU Ilmenau, der Universität Karlsruhe TH, der Universität Bremen und der PH Ludwigsburg.
Matthias Karmasin ist verheiratet, hat ein Kind und lebt mit seiner Familie in Wien. Von 2003 bis 2004 war er in Vaterschaftskarenz. Er ist der Sohn der österreichischen Markt- und Motivforscher Fritz Karmasin (1930–2013) und Helene Karmasin und der Enkel von Franz Karmasin (1901–1970). Seine Schwester ist die ehemalige österreichische Familienministerin Sophie Karmasin (* 1967).

## Funktionen und Auszeichnungen
Matthias Karmasin ist Gründungsdekan der 2023 gegründeten Fakultät für Sozialwissenschaften der Universität Klagenfurt und war bis 2022 stv. Vorsitzender des Senates der Universität Klagenfurt. Er ist Vorsitzender des Publizistkförderungsbeirates der Komm Austria (Rundfunk Telekom Regulierungsbehörde), Vorsitzender der Stiftungsverwaltungskommission der österreichischen Akademie der Wissenschaften, Vorsitzender der Jury des wissenschaftlichen Förderpreises für Medienforschung des Verband Österreichischer Zeitungen (VÖZ), Mitglied des Publikumsrats des ORF und im Vorstand des Presseclub Concordia. 
Er ist im Auswahlgremium der österreichischen Studienstiftung und Gutachter für zahlreiche nationale und internationale Wissenschaftsfonds (FWF, DFG, Fundacao par a Cienca e a Tecnologica FCT-Portugal, Latvian Council of Science, National Science Centre Poland, Volkswagen Stiftung).
2011 wurde Matthias Karmasin korrespondierendes Mitglied der Österreichischen Akademie der Wissenschaften (ÖAW) und 2018 Mitglied der Academia Europaea. Er ist der erste österreichische Kommunikationswissenschaftler dem diese Auszeichnungen zuteilwurden. 2021 wurde er zum wirklichen Mitglied der philosophisch-historischen Klasse der ÖAW gewählt.
Im Oktober 2020 wurde ihm das Österreichische Ehrenkreuz für Wissenschaft und Kunst I. Klasse verliehen.

## Publikationen
Matthias Karmasin ist Autor von 20 Büchern und Herausgeber von 37 Sammelbänden, er hat mehr als 200 wissenschaftliche Aufsätze verfasst sowie mehr als 300 wissenschaftliche Vorträge im In- und Ausland gehalten.
Aktuell:
- Diehl, Sandra/Eberwein, Tobias/Krainer, Larissa/Weder, Franzisca (Hrsg.). (2024). Medien- und Kommunikationswissenschaft der Zukunft: Chancen, Potenziale, Herausforderungen. Festschrift für Matthias Karmasin zum 60. Geburtstag. Wiesbaden: Springer VS.
- Weder, Franzisca/Krainer, Larissa/Karmasin, Matthias (Eds.) (2021). The sustainability communication reader
- Kaltenbrunner, Andy/Lugschitz, Renée/Karmasin, Matthias/Luef, Sonja/Kraus, Daniela (Hrsg.) (2020) Der österreichische Journalismus Report
- Eberwein, Tobias/Fengler, Susanne/Karmasin, Matthias (Eds.) (2019) Media-Accountability-in-the-Era-of-Post-Truth-Politics (ECREA Series)
- Karmasin, Matthias/Ribing, Rainer (2014). Die Gestaltung wissenschaftlicher Arbeiten. (10. Auflage)
- Rath, Matthias/Krotz, Friedrich/Karmasin, Matthias (Hrsg.) (2019). Maschinenethik
- Karmasin, Matthias/Oggolder, Christian (Hrsg.) (2019). Österreichische Mediengeschichte Bd. 2.
- Eberwein, Tobias/Fengler, Susanne/Karmasin, Matthias (Eds.) (2018). The European Handbook of Media Accountability
- Murschetz, Paul Clemens/Teichmann, Roland/Karmasin, Matthias (Eds.) (2018). Handbook of state Aid for Film
- Kaltenbrunner, Andy/Karmasin, Matthias/Kraus, Daniela (Hrsg.) (2017). Journalism Report V - Innovation and Transition
- Karmasin, Matthias/Oggolder, Christian (Hrsg.) (2016). Österreichische Mediengeschichte Bd. 1.
- Karmasin, Matthias/Ribing, Rainer (2014): Die Gestaltung wissenschaftlicher Arbeiten. WUV. Wien. (8. erweiterte und verbesserte Auflage)
- Seethaler, Josef/Karmasin, Matthias/Melischek, Gabriele/Wöhlert, Romy (Hg) (2013): Selling War: The Role of the Mass Media in Hostile Conflicts from World War I to the ‘War on Terror’. University of Chicago Press. Chicago.
- Karmasin, Matthias/Rath, Matthias/Thomass, Barbara (Hg.) (2013): Normativität in der Kommunikationswissenschaft. VS Verlag. Wiesbaden.
- Karmasin, Matthias/Karmasin, Helene (2011): Cultural Theory. Anwendungsfelder in Kommunikation, Marketing und Management. facultas.wuv. Wien.
- García-Avilés; José-Alberto; González-Esteban, José-Luis; Kaltenbrunner, Andy; Karmasin, Matthias: Self-regulation and the new challenges in journalism: Comparative study across European countries. Revista Latina de communication social. Nr. 66. 2011.
- Karmasin, Matthias (2011): „Ökologisierung“ der Öffentlichkeit? Umweltberichterstattung und mediale Verantwortung im Zeitalter der ökologischen Krise. In: Wissenschaft & Umwelt 14 Jg. 2011. S. 185–191.
- Troxler, Regula/Süssenbacher, Daniela/Karmasin, Matthias (2011): Public-Value-Management als Antwort auf die Legitimationskrise und Chance für neue Strategien der Mehrwertgewinnung. In: Gundlach, Harry: Public Value in der Digital- und Internetökonomie. Von Halem. Köln. S. 121–144.
- Karmasin, Matthias; Kraus, Daniela; Kaltenbrunner, Andy; Bichler, Klaus (2011): Austria: A Border-Crosser. In: Eberwein, Tobias; Fengler, Susanne; Lauk, Epp; Leppik-Bork, Tanja (Hg.): Mapping Media Accountability – in Europe and Beyond. Köln. Halem. 22-36.
- "Wirtschaftsethik – Theorien, Strategien, Trends" (mit Michael Litschka 2008)
- "Organisationskommunikation und CSR: Neue Herausforderungen an Kommunikationsmanagement und PR" (mit Franzisca Weder 2008)
- "Krieg und Medienkultur" (hg. mit Werner Faulstich 2008)
- "Medienselbstregulierung zwischen Ökonomie und Ethik. Erfolgsfaktoren für ein österreichisches Modell" (hg. mit Franzisca Gottwald, Andy Kaltenbrunner 2006)